# Ктитор
Ктитор или спомоществовател (на гръцки:κτήτωρ) е почетно наименование на лица, дарили земя за изграждане на манастир, църква или параклис. В миналото образите им се изографисвали в стенописите на църквата, построена с техни средства, като знак за благодарност. Оцелели до днес са образите на севастократор Калоян и съпругата му севастократорица Десислава в Боянската църква, на деспот Деян в Земенския манастир и други.